# مجاعة السودان 1993
حدثت المجاعة في السودان في عام 1993م.ولقد جاءت هذه المجاعة وسط إضرابات سياسية و (حرب أهلية) في السودان.
كان موضوع التصوير الفوتغرافي الحائز على جائزة بوليتزر «النسر والفتاة الصغيرة» الذي إلتقطها المصور الصحفي الجنوب أفريقي كيفن كارتر.
إنتحر كارتر بعد فترة وجيزة من حصوله على الجائزة وكان ذلك نتيجة لصدمة من مشاهدته آثار المجاعة مباشرة.